# Bělá, Semily
Bělá là một làng thuộc huyện Semily, vùng Liberecký, Cộng hòa Séc.